# Bass Manuscript
Bass Manuscript — второй сольный студийный альбом советского и российского рок-музыканта, бас-гитариста, одного из основателей групп «Ария» и «Мастер» Алика Грановского, который вышел на лейбле CD-Maximum в 2014 году.

## История создания
Самой первой была написана композиция «22.12.2012». Она была написана под впечатлением от фанатов, отказавшихся приходить на концерт за день перед Концом света и готовящихся к нему. После появилась идея записать сольный альбом с использованием только бас-гитары и ударных инструментов. Работа проводилась в течение года. Рабочее название альбома - «10 рукописей», однако со временем была добавлена ещё одна композиция авторства Грановского и Баева «Простая песня» с вокалом Lexxа на стихи Виктории Капитоновой. На композицию «Ротонда» был снят клип.

## Список композиций
Вся музыка написана Аликом Грановским.
| №   | Название                    | Текст песни  | Музыка                  | Длительность |
| --- | --------------------------- | ------------ | ----------------------- | ------------ |
| 1.  | «Смещение»                  |              |                         | 4:18         |
| 2.  | «22.12.2012»                |              |                         | 6:12         |
| 3.  | «Ротонда»                   |              |                         | 4:48         |
| 4.  | «Простая песня»             |              |                         | 4:18         |
| 5.  | «Вагонные колёса»           |              |                         | 4:23         |
| 6.  | «Юла»                       |              |                         | 5:06         |
| 7.  | «Старый пыльный шкаф»       |              | А.Грановский, А.Лебедев | 2:10         |
| 8.  | «Шаман на минуту»           |              |                         | 0:56         |
| 9.  | «Прощальный танец»          |              |                         | 4:19         |
| 10. | «Outro»                     |              |                         | 2:11         |
| 11. | «iCrazy bass»               |              |                         | 1:13         |
| 12. | «Простая песня» (с вокалом) | В.Капитонова |                         | 4:11         |
| 13. | «Ротонда» (Видеоклип)       |              |                         |              |

## Участники записи
- Алик Грановский — бас-гитара
- Алексей Баев — ударные, перкуссия, хомус
- Алексей «Lexx» Кравченко — вокал (12)